# Andreas Saul
Andreas Saul (* 28. November 1988 in Berlin) ist ein deutscher Koch.

## Biografie
Saul wuchs im Berliner Stadtteil Prenzlauer Berg auf. Er arbeitete von 2004 bis 2010 in der Weinbar Rutz bei Marco Müller (ein Michelinstern).  
Seit 2010 ist er Küchenchef des Restaurants Bandol sur mer in Berlin-Mitte. Seit Mai 2018 ist er auch Inhaber des Lokals. 2016 erhielt das Bandol unter Leitung Sauls einen Michelin-Stern, der in den Folgejahren erfolgreich gehalten werden konnte.

## Auszeichnungen
- Drei rote Hauben im Gault-Millau
- 16 Punkte des Gault-Millau
- ein Stern des Guide Michelin
- ein grüner Stern des Guide Michelin